# 킴벌리 로크
킴벌리 로크(Kimberley Locke, 1978년 1월 3일 ~ )는 미국의 싱어송라이터, 모델이다.